# Selezione maschile under 19 di football americano dell'Europa
La selezione di football americano Under-19 dell'Europa è stata la selezione maschile di football americano della Federazione Europea di Football Americano, che rappresentava l'Europa all'NFL Global Junior Championship. Non è più stata convocata dopo il 2003.

## Risultati
Legenda: Grassetto: Risultato migliore, Corsivo: Mancate partecipazioni

## Dettaglio stagioni

### Tornei

#### NFL-GJC
| Stagione | regular season | regular season | regular season | regular season | regular season | regular season | playoff | playoff | playoff | playoff | playoff | playoff       | playoff       |
|          | Vin            | Par            | Per            | Tot            | PF             | PS             | Vin     | Per     | Tot     | PF      | PS      | risultato     | avversaria    |
| -------- | -------------- | -------------- | -------------- | -------------- | -------------- | -------------- | ------- | ------- | ------- | ------- | ------- | ------------- | ------------- |
| 1997     |                |                |                |                |                |                | 0       | 1       | 1       | 6       | 30      | Secondo posto | Messico U-19  |
| 1998     |                |                |                |                |                |                | 0       | 1       | 1       | 12      | 13      | Secondo posto | Messico U-19  |
| 1999     |                |                |                |                |                |                | 1       | 0       | 1       | 29      | 8       | Campioni      | Messico U-19  |
| 2000     |                |                |                |                |                |                | 1       | 1       | 2       | 26      | 7       | Secondo posto | Canada U-19   |
| 2001     |                |                |                |                |                |                | 0       | 2       | 2       | 17      | 63      | Quarto posto  | Giappone U-19 |
| 2002     |                |                |                |                |                |                | 1       | 1       | 2       | 33      | 55      | Terzo posto   | Giappone U-19 |
| 2003     | 2              | 0              | 2              | 4              | 33             | 38             | 1       | 1       | 2       | 28      | 10      | Quarto posto  | Messico U-19  |
| Totale   | 2              | 0              | 2              | 4              | 33             | 38             | 4       | 7       | 11      | 151     | 186     |               |               |

Fonte: americanfootballitalia.com

### Riepilogo partite disputate
| Anno | Luogo           | Evento  | Fase del torneo       | Incontro                       | Risultato |
| 1997 | New Orleans     | NFL-GJC | Finale                | Messico U-19 - Europa U-19     | 30 - 6    |
| 1998 | Chula Vista     | NFL-GJC | Finale                | Messico U-19 - Europa U-19     | 13 - 12   |
| 1999 | Fort Lauderdale | NFL-GJC | Finale                | Europa U-19 - Messico U-19     | 29 - 8    |
| 2000 | Atlanta         | NFL-GJC | Semifinale            | Europa U-19 - Panama U-19      | 20 - 0    |
| 2000 | Atlanta         | NFL-GJC | Finale                | Canada U-19 - Europa U-19      | 7 - 6     |
| 2001 | Clearwater      | NFL-GJC | Semifinale            | Stati Uniti U-19 - Europa U-19 | 49 - 5    |
| 2001 | Clearwater      | NFL-GJC | Finale 3º - 4º posto  | Giappone U-19 - Europa U-19    | 14 - 12   |
| 2002 | New Orleans     | NFL-GJC | Semifinale            | Stati Uniti U-19 - Europa U-19 | 39 - 6    |
| 2002 | New Orleans     | NFL-GJC | Finale 3º - 4º posto  | Europa U-19 - Giappone U-19    | 27 - 16   |
| 2003 | San Diego       | NFL-GJC | Girone                | Europa U-19 - Canada U-19      | 7 - 17    |
| 2003 | San Diego       | NFL-GJC | Girone                | Messico U-19 - Europa U-19     | 7 - 12    |
| 2003 | San Diego       | NFL-GJC | Girone                | Stati Uniti U-19 - Europa U-19 | 7 - 0     |
| 2003 | San Diego       | NFL-GJC | Girone                | Europa U-19 - Giappone U-19    | 14 - 7    |
| 2003 | San Diego       | NFL-GJC | Playoff 3º - 5º posto | Europa U-19 - Giappone U-19    | 23 - 0    |
| 2003 | San Diego       | NFL-GJC | Playoff 3º - 5º posto | Messico U-19 - Europa U-19     | 10 - 5    |

## Confronti con le altre Nazionali
Questi sono i saldi dell'Europa nei confronti delle Nazionali incontrate.

### Saldo positivo
| Nazionale     | Giocate | Vinte | Pareggiate | Perse | PF | PS | Ultima vittoria | Ultimo pari | Ultima sconfitta |
| ------------- | ------- | ----- | ---------- | ----- | -- | -- | --------------- | ----------- | ---------------- |
| Giappone U-19 | 4       | 3     | 0          | 1     | 76 | 37 | 2003            | -           | 2001             |
| Panama U-19   | 1       | 1     | 0          | 0     | 20 | 0  | 2000            | -           | -                |

### Saldo negativo
| Nazionale        | Giocate | Vinte | Pareggiate | Perse | PF | PS | Ultima vittoria | Ultimo pari | Ultima sconfitta |
| ---------------- | ------- | ----- | ---------- | ----- | -- | -- | --------------- | ----------- | ---------------- |
| Messico U-19     | 5       | 2     | 0          | 3     | 69 | 63 | 2003            | -           | 2003             |
| Canada U-19      | 2       | 0     | 0          | 2     | 13 | 24 | -               | -           | 2003             |
| Stati Uniti U-19 | 3       | 0     | 0          | 3     | 11 | 95 | -               | -           | 2003             |